# Bufnița (serial)
Bufnița, conscută ca La Chouette, este un scurt-metraj pentru televiziuni pentru copii. Serialul prezintă o bufniță mov cu picioare albastre. În fiecare episod de un minut este prezentată o bufniță care încearcă să facă ceva dar din mai multe motive aceasta ajunge distrusă în motive comice.

## Episoade
1. Windy
2. The Ant
3. Bubbles
4. The Woodpecker
5. The Lightning
6. Roller Coaster
7. Bat Owl
8. The Pigeons
9. Apple Storm
10. Gluttony
11. The Sticky Caterpillar
12. The Stork
13. The Race
14. Squirrel Thief
15. Puppets
16. The Tyre Swing
17. The Bees
18. Badminton
19. Spider Time
20. The Magpie
21. Christmas Small Boxes
22. Trampoline
23. Surveillance
24. Space Owl
25. The Kite
26. Break Dance
27. Chewing Gum
28. The Sloth
29. Boomerang
30. Master Crow
31. Sheep
32. The Bugging Parrot
33. The Cardinal
34. The Mosquito
35. The Shoalin Frog
36. Monkey Musician
37. The Dung Beetle
38. The Pinball
39. The Fireflies
40. The Elevator
41. The Prop Tree
42. Chameleon
43. Ball Trap
44. Child's Play
45. Living Nature
46. The Dream
47. The Fly
48. Flying Saucer
49. Christmas Present
50. The Giraffe
51. Fireworks
52. The Party